# Zednice kakostová
Zednice kakostová (Hoplitis villosa) je druh vzácné chladnomilné samotářské včely z čeledi čalounicovití (Megachilidae).

## Popis
Dospělí jedinci dorůstají délky 10–12 mm. Hlavu, hruď a první tři tergity (články) zadečku mají dlouze žlutohnědě ochlupené. Zbytek zadečku je černě ochlupený s hnědými chloupkatými pásky. Břišní kartáče mají výrazné červenohnědé zbarvení, na konci jsou černé. Poslední tergit samce má čtvercový tvar.

## Ekologie a biologie
Chladnomilný druh žijící na horských loukách, okrajích lesů a zahradách. Živí se nektarem a pylem rostlin z čeledi hvězdnicovitých (Asteraceae). Dospělci létají během května až července a žijí samotářsky. Staví si zděná hnízda v puklinách skal nebo ve spárách mezi kameny a plodové komůrky obkládají úkrojky květních plátků kakostů a pryskyřníků.

## Rozšíření
Vyskytuje se ve středních až vyšších polohách větší části Evropy a v Libanonu. V České republice pouze velmi vzácně ve vyšších chladných polohách (např. v Krkonoších).
Červený seznam České republiky z roku 2017 řadí tento druh mezi zranitelné druhy, kterým dlouhodobě hrozí vyhynutí, pokud se nezmění podmínky.